# 真空期望值
在量子场论中，算符O 的真空期望值 (或VEV) 是其真空的平均或期望值 {\displaystyle \langle O\rangle .}

## 引用
- 卡西米尔效应
- 自发对称破缺
- 希格斯场 的真空期望值是246 GeV，[1] 导致了标准模型的希格斯机制。{\displaystyle v=1/{\sqrt {{\sqrt {2}}G_{F}^{0}}}=2M_{W}/g\approx 246.22\,{\rm {GeV}}}